# Hockey Club Les Avants
Le HC Les Avants est un club de hockey sur glace basé aux Avants dans le canton de Vaud, en Suisse. Il est fondé en 1904 et remporte deux titres de champion de Suisse. Il cesse d'exister des suites de la crise économique des années 1930.

## Histoire du club
En compagnie des clubs de Bellerive Vevey, Caux, Lausanne, Leysin, Servette, La Villa et de Villars, le HC Les Avants est à l'origine de la fondation, à Vevey en 1908, de la Ligue suisse de hockey sur glace.

## Palmarès
- Championnat national
  - Champion (2) : 1912, 1913
- Championnat international suisse
  - Champion (1) : 1917

## Bilan saison par saison

### En championnat national suisse
| Saison        | PJ                                                                         | V                                                                          | D                                                                          | N                                                                          | BP                                                                         | BC                                                                         | Issue                                                                      |
| ------------- | -------------------------------------------------------------------------- | -------------------------------------------------------------------------- | -------------------------------------------------------------------------- | -------------------------------------------------------------------------- | -------------------------------------------------------------------------- | -------------------------------------------------------------------------- | -------------------------------------------------------------------------- |
| 1908-1909     | 7                                                                          | 2                                                                          | 4                                                                          | 1                                                                          | ?                                                                          | ?                                                                          | 4e du championnat                                                          |
| 1909-1910     | 4                                                                          | 3                                                                          | 1                                                                          | 0                                                                          | 27                                                                         | 13                                                                         | 3e du championnat                                                          |
| 1910-1911     | ?                                                                          | ?                                                                          | ?                                                                          | ?                                                                          | ?                                                                          | ?                                                                          | ?                                                                          |
| 1911-1912     | 3                                                                          | 3                                                                          | 0                                                                          | 0                                                                          | 15                                                                         | 2                                                                          | Champion de Suisse (1)                                                     |
| 1912-1913     | 2                                                                          | 2                                                                          | 0                                                                          | 0                                                                          | 11                                                                         | 0                                                                          | Champion de Suisse (2)                                                     |
| 1913-1914     | Saison annulée à cause du mauvais temps                                    | Saison annulée à cause du mauvais temps                                    | Saison annulée à cause du mauvais temps                                    | Saison annulée à cause du mauvais temps                                    | Saison annulée à cause du mauvais temps                                    | Saison annulée à cause du mauvais temps                                    | Saison annulée à cause du mauvais temps                                    |
| 1914-1915     | Saison annulée à cause de la mobilisation pour la Première Guerre mondiale | Saison annulée à cause de la mobilisation pour la Première Guerre mondiale | Saison annulée à cause de la mobilisation pour la Première Guerre mondiale | Saison annulée à cause de la mobilisation pour la Première Guerre mondiale | Saison annulée à cause de la mobilisation pour la Première Guerre mondiale | Saison annulée à cause de la mobilisation pour la Première Guerre mondiale | Saison annulée à cause de la mobilisation pour la Première Guerre mondiale |
| 1915-1916     | 2                                                                          | 1                                                                          | 1                                                                          | 0                                                                          | 8                                                                          | 7                                                                          | 2e de groupe                                                               |
| 1916-1917     | 3                                                                          | 2                                                                          | 1                                                                          | 0                                                                          | 16                                                                         | 4                                                                          | Défaite en finale romande                                                  |
| Dès 1917-1918 | Plus d'information ensuite                                                 | Plus d'information ensuite                                                 | Plus d'information ensuite                                                 | Plus d'information ensuite                                                 | Plus d'information ensuite                                                 | Plus d'information ensuite                                                 | Plus d'information ensuite                                                 |

### En championnat international suisse
| Saison        | PJ                         | V                          | D                          | N                          | BP                         | BC                         | Issue                                |
| ------------- | -------------------------- | -------------------------- | -------------------------- | -------------------------- | -------------------------- | -------------------------- | ------------------------------------ |
| 1915-1916     | 2                          | 1                          | 1                          | 0                          | 8                          | 5                          | 2e de groupe                         |
| 1916-1917     | 3                          | 3                          | 0                          | 0                          | 13                         | 1                          | Champion international de Suisse (1) |
| Dès 1917-1918 | Plus d'information ensuite | Plus d'information ensuite | Plus d'information ensuite | Plus d'information ensuite | Plus d'information ensuite | Plus d'information ensuite | Plus d'information ensuite           |